# Чемпионат Германии по футболу 1945/1946
В связи с капитуляцией Германии в мае 1945 года сезон 1945/46 на уровне высших дивизионов не проводился. Однако на региональном и любительском уровне сезон состоялся, но каждый по отдельности в четырёх оккупационных зонах. В некоторых из них розыгрыш региональных первенств, по возможности, был завершён в определённые сроки.

## История сезона
После завершения военных действий в Европе наступил новый отсчёт футбольной жизни в Германии. Отныне страна была разделена и оккупирована на четыре зоны: американскую, британскую, советскую и французскую. Под аналогичный статус попал и Берлин, восточная половина которого оказалась в советской зоне оккупации, а западная была неравномерно поделена между собой остальными державами-победителями. Новые политические реалии в Германии также сформировали основу для нового начала немецкого футбола. В некоторых оккупационных зонах процесс восстановления футбола происходил по-разному, в зависимости от роли, которую соответствующие оккупационные власти отводили спорту, а некоторые из них находили в футболе источник «перевоспитания» населения. В то время как США и Франция были более заинтересованы в этом процессе, Великобритания и, особенно СССР, рассматривали нынешние футбольные клубы как убежище старых чувств, существование которых было сочтено неприемлемым.
Все спортивные организации и клубы в Германии были запрещены в мае 1945 года резолюцией Союзнического Контрольного совета. Первоначально спортивные мероприятия были разрешены только в рамках муниципальных секций. Регистрации новых или восстановлению старых могли подлежать только те клубы, которые обязались пройти процесс денацификации. Для последних это означало, что им придётся проявить длительное терпение, чтобы принять своё старое название. Некоторые клубы временно изменили свои названия и вернулись к старым позднее, другие клубы по настоящее время сохранили новое название.

### Американская зона оккупации
Американская зона оккупации была особенно развитой, где, за исключением Бремена, была организована региональная лига Оберлига Юг. Эта лига считалась крупнейшей не только в немецком футболе с точки зрения зоны охвата, но и по численности участников. На момент её создания в ней принимало участие 16 команд против 10–12 в других лигах оккупированной Германии. Ввиду сложнейших послевоенных условий лига смогла полностью управлять своей игровой программой на протяжении последующих лет. Первым чемпионом этой лиги и, следовательно, первым чемпионом в американской зоне оккупации Германии стал клуб «Штутгарт» ненамного опередив в последних турах «Нюрнберг». Поскольку американцы выполняли резолюцию Союзнического Контрольного совета 1945 года без особого энтузиазма, клубы со старыми названиями в скором времени были возрождены.

### Британская зона оккупации
Совершенно иной обстояла ситуация в британской зоне оккупированной Германии. Реорганизация футбольной жизни оказалась осложнена несколькими факторами, связанных с процессом денацификации клубов. Кроме того, в зависимости от взглядов соответствующих руководителей клубов, матчи собственных Оберлиг могли в основном проводиться только на региональном либо, реже, на районном уровне. В Западной Германии после нескольких трудностей чемпионами в Оберлигах Среднего и Нижнего Рейна смогли стать клубы «Дюрен 99» и оберхаузенский «Рот-Вайсс», а в Вестфалии была организована своя двухуровневая окружная лига, победителями в которых стали «Шальке 04» и «Эркеншвик» соответственно. Однако финал чемпионата в последней из местных Оберлиг проведён не был. В Северной Германии, как правило, чемпион определялся только на местном уровне. В Оснабрюке, Бремене и Гамбурге проводились городские первенства, в которых чемпионами стали клубы «Хасте», «Вердер Бремен» и «Гамбург». В Оберлиге Нижней Саксонии принимало участие 10 клубов, чемпионом которой стал «TSV Брауншвейг» (так непродолжительное время назывался «Айнтрахт»). В Оберлиге Восточного Ганновера чемпионом стал местный клуб «Тевтония Ильцен». В земле Шлезвиг-Гольштейн также чемпионаты проводились только в небольших округах. В северном округе чемпионами южной Оберлиги стали «Фленсбург» и «Любек», в восточной окружной лиге A чемпионом определился местный клуб «Эккернфёрде», а восточной окружной лиге B — «Килия Киль». Примером сложных отношений с оккупационными властями стала попытка клубов-победителей Северной Германии провести собственный межрегиональный чемпионат: его розыгрыш был остановлен на стадии четверть финала после запрета его проведения администрацией Британской зоны оккупации.

### Советская зона оккупации
В советской зоне сезон не проводился. Участие старых клубов было запрещено. Лишь с сезона 1946/47 годов в советской зоне оккупированной Германии начался новый старт футбольного сезона. Решения Союзнического Контрольного совета советской стороной выполнялись особенно пунктуально, а потому многие исторические названия клубов полностью исчезли, но лишь малая часть из них была возрождена после 1989 года.

### Французская зона оккупации
Во французской зоне оккупированной Германии была организована своя региональная Оберлига в первом послевоенном сезоне, но, согласно географическому расположению зоны, она проводилась в два сезона: северный сезон для регионов Саар и Рейнланд-Пфальц и южный — для Южного Бадена и Вюртемберга-Гогенцоллерн. Однако численность клубов в лиге, насчитывающей от семи до десяти команд, была ниже обычной. Кроме того, в южном сезоне команды играли в двух отдельных группах, а клуб из Вюртемберг-Гогенцоллерн принял решение пропустить сезон. Победитель был определен в двух финальных матчах между победителями отдельных сезонов, им стал 1. FC Саарбрюккен, который смог беспрепятственно развить свои успехи в последние годы войны под старым названием FV Саарбрюккен.

### Оккупированный Берлин
Берлин был также разделён на четыре оккупационные зоны. Осенью 1945 года 67 команд в Западном Берлине были изначально распределены в четыре географически отдельные группы. Затем победители групп должны определить своих чемпионов частей Берлина по футболу. Однако разделение исключительно по географическому положению (а не по спортивному принципу) привело к большому количеству односторонних пар. По этой причине сезон был возобновлен только в декабре 1945 года. 36 лучших из 67 участвующих команд были снова разделены на четыре группы, но на этот раз в соответствии с спортивным принципом, благодаря чему отдельные группы смогли перемещаться по остальной территории Западного Берлина. Затем четыре победителя своей группы сыграли в финальной части чемпионата (два полуфинала и финал соответственно). Первым послевоенным чемпионом стал клуб «Вильмерсдорф». В течение следующих лет заниматься спортом в Берлине допускалось только в муниципальных спортивных секциях. Традиционные клубы время от времени принимались в восстановленную Оберлигу повторно лишь с 1949 года, а с 1950 года её география ограничивалась Западным Берлином.